# Águas de Março
"Águas de Março" é uma canção brasileira do compositor Tom Jobim, de 1972. A canção foi lançada inicialmente no compacto simples Disco de Bolso, o Tom de Jobim e o Tal de João Bosco (1972), interpretada por Elis Regina em seu álbum Elis (1972), e posteriormente incluída também no álbum Matita Perê (1973) de Tom Jobim. Em 1974, uma versão em dueto com Elis Regina foi lançada no LP Elis & Tom. Posteriormente, Tom Jobim compôs uma versão em língua inglesa, que manteve a estrutura e a metáfora central do significado da letra.
A canção chegou a inspirar uma campanha publicitária da empresa Coca-Cola na década de 1980, com um arranjo mais próximo do rock e outros versos. A versão em inglês da música foi também utilizada, já na década de 1990, como tema publicitário para o lançamento do Ayala Center, nas Filipinas.
Em 2001, foi nomeada como a melhor canção brasileira de todos os tempos em uma pesquisa de 214 jornalistas brasileiros, músicos e outros artistas do Brasil, conduzida pelo jornal Folha de S.Paulo. Na pesquisa realizada pela edição brasileira da revista Rolling Stone, em 2009, a canção ocupa o segundo lugar, atrás de "Construção", de Chico Buarque de Holanda.

## Antecedentes
No ano anterior à composição de "Águas de Março", Tom Jobim havia sofrido a única grande perseguição política em sua vida. Em um protesto contra a censura que vigorava durante a ditadura militar no Brasil,
Tom Jobim e alguns compositores assinaram um manifesto e se retiraram do Festival Internacional da Canção, da Rede Globo. Doze artistas, entre os quais Tom, foram detidos e, durante algumas horas, interrogados.  Segundo declarações posteriores de Chico Buarque, Edu Lobo e Ruy Guerra, um diretor da emissora esteve presente e insistiu para que os compositores voltassem atrás e retornassem ao festival. A pressão não funcionou, mas - na opinião de Chico e Ruy - instigou o aparelho repressivo do regime a enquadrá-los na Lei de Segurança Nacional. Depois, Tom foi intimado várias vezes a prestar depoimento, chegou a ter o seu telefone grampeado e a suas cartas, violadas. Segundo Tom, a questão foi resolvida "de uma maneira bastante brasileira", quando um escrivão de polícia solidário o chamou e disse: "Olhe, o senhor não queira se meter com polícia... Isso aqui não é bom. Negócio de polícia não é bom. Vou bater um negócio aqui para o senhor..." E assim, o escrivão bateu à máquina de escrever uma declaração, que Tom assinaria. "Este papel aqui diz que o senhor não teve intenção".
Também no período de gravação do álbum Matita Perê, Tom Jobim teve outros motivos para viver preocupado, que aludiam a problemas de saúde, términos de projeto de vida ou desinteresse pelos mesmos, algo que mencionaria em entrevistas posteriores. Para a revista Playboy, em 1988, Tom contou que, à época da criação de "Águas de Março", "o médico disse que eu ia morrer de cirrose. 'É um resto de toco, é um pouco sozinho'(...)". Em 1992, para o Jornal do Brasil, ele declarou que escreveu a canção "em um período em que estava muito na fossa. Parecia que tudo havia acabado para mim, que eu não tinha mais nada a fazer. Eu bebia muito." Segundo depoimento de Edu Lobo, Tom ressentia-se de que "ninguém ouvia seus discos". Helena Jobim ainda afirmou que o irmão brincava naquele período que temia encerrar a carreira "aos 80 anos, cantando 'Garota de Ipanema', num circo do interior e sendo vaiado".

## Letra e música
"Águas de março" foi composta por Tom Jobim em março de 1972. O tema começou a ser trabalhado ao violão em seu sítio do Poço Fundo, em São José do Vale do Rio Preto, região Serrana do Rio de Janeiro. De acordo com depoimento de Thereza Hermanny, esposa de Tom à época, a inspiração para "Águas de Março" surgiu ao final de um dia cansativo de trabalho provocado pela composição de "Matita Perê" (futura parceria com Paulo César Pinheiro), de onde decorrem os primeiros versos "é pau, é pedra, é o fim do caminho".
| “ | (...)assim como quem está cansado mesmo(...) Quer dizer: foi uma música que surgiu numa hora em que ele estava querendo descansar | ” |
|   | — Thereza Hermmany, sobre como surgiram os primeiros versos de "Águas de Março".                                                  |   |

Tendo percebido imediatamente o valor da canção, ainda pela madrugada, Tom bateu à janela e acordou a irmã Helena e o cunhado para lhes mostrar o primeiro rascunho da letra, com a introdução e as primeiras frases, escritas a lápis em um papel de embrulho de pão. Thereza recorda-se de haver lhe arranjado "um papel de desenho das crianças, porque lá não era lugar de muito trabalho". Não surpreende que em um primeiro rascunho da letra contivesse um grande número de referências pontuais: "o projeto da casa", "a viga", "o vão", "a lenha", "o tijolo chegando", "o corpo na cama".
De volta ao Rio de Janeiro, concluiu a canção em uma tarde. Assim que a terminou, Tom "passou no Antonio's e convocou todos os amigos que ocupavam a varanda do restaurante para ouvirem, na sua casa, a música nova". Quando se reuniram em torno de Tom, ele "puxou um papel todo amassado do bolso" e "tocando violão, cantou a música(...) Quem chegasse na sua casa, naqueles dias, era imediatamente contemplado com a audição de 'Águas de Março'".

Parte da partitura de Águas de Março, em manuscrito original de Tom Jobim

"Águas de Março" teve, ao menos, duas grandes fontes de inspiração. Uma é o poema "O caçador de esmeraldas", do poeta parnasiano Olavo Bilac ("Foi em março, ao findar da chuva, quase à entrada / do outono, quando a terra em sede requeimada / bebera longamente as águas da estação (...)") Outra é um ponto de macumba, gravado com sucesso por J.B. de Carvalho, do Conjunto Tupi ("É pau, é pedra, é seixo miúdo, roda a baiana por cima de tudo").
A estrutura musical é articulada por um motoperpétuo. Sua letra é estruturada em um único verbo (ser), conjugado na terceira pessoa do singular no presente do indicativo em praticamente todos os versos - exceto no refrão, transformado em plural ("São as Águas de Março (...)". Há uma constante alternância entre versos considerados otimistas e pessimistas, além do uso de antítese ("vida", "sol" / "morte", "noite"), pleonasmo ("vento ventando"), paronomásia ("ponta" / "ponto" / "conto" / "conta").
Sua letra tem caráter pouco narrativo e fortemente imagético, constituindo-se como séries descritivas conectadas a um espaço semântico amplo. Muitos elementos, de natureza geral, podem referir-se à cena do sítio: "pau", "pedra", "resto de toco", "peroba-do-campo", "nó na madeira", "caingá", "candeia", "matita perê", o que enquadra "Águas de Março" em um repertório de canções ecológicas -  que incluiria depois "Chovendo na roseira", "Boto", "Correnteza", "Passarim", além das instrumentais "Rancho das nuvens" e "Nuvens douradas".
A letra se assemelha a um fluxo de consciência, se referindo a seres como pau, pedra, caco de vidro, nó na madeira, peixe, fim do caminho e muitas outros. A metáfora central das "Águas de março" é tomada como imagem da passagem da vida cotidiana, seu motocontínuo, sua inevitável progressão rumo à morte - como as chuvas do fim de março, que marcam o final do verão no sudeste do Brasil. A letra aproxima a imagem da "água" a uma "promessa de vida", símbolo da renovação.
A letra e a música operam progressões lentas e graduais, à maneira das enxurradas. Os efeitos de orquestração chegam a ser cinematográficos, a partir das relações que estabelecem entre elementos musicais e imagens do texto. Algumas metáforas são dignas de nota pela sutileza e propriedade, como o quase imperceptível "tombo da ribanceira", que acontece numa rara variação rítmica da linha do contrabaixo, além de vários movimentos de crescendo e decrescendo do naipe de cordas, reforçando o apelo da imagem da chuva na letra.

## Lançamento
"Águas de março" foi lançada originalmente como lado A de um compacto encartado no jornal O Pasquim, em maio de 1972.
A ideia teria sido do cantor e compositor Sérgio Ricardo, que propusera o lançamento de um compacto simples que combinasse, em cada um dos lados, uma música de um artista consagrado, e o outro, de um estreante. Chamado Disco de Bolso, o Tom de Jobim e o Tal de João Bosco, trazia ainda no lado B "Agnus sei", estreia de João Bosco (e uma parceria com Aldir Blanc).
A canção foi lançada, como faixa 1, do LP Matita Perê, do mesmo ano. Tom Jobim tocou o piano e o violão, enquanto a percussão e a bateria ficaram por conta de, respectivamente, Airto Moreira e João Palma.
Em 1974, uma nova versão de Tom, gravada com Elis Regina para o álbum-dueto Elis & Tom, foi lançada e obteve maior sucesso comercial. Para esta versão, foram creditados Cesar Camargo Mariano e Tom Jobim (piano), Hélio Delmiro e Oscar Castro Neves (violão), Luizão Maia (baixo elétrico), Paulinho Braga (bateria).

## Versões
Águas de Março teve várias versões regravadas, tanto no Brasil, quanto no exterior. Em seu país de origem, destacaram-se as gravações de João Gilberto, Leny Andrade, Miúcha, Nara Leão, Joyce, Danilo Caymmi, Sérgio Mendes e d'Os Cariocas. Em outros países, Waters of March, como foi traduzida literalmente, recebeu, entre outros, as interpretações de Art Garfunkel, Al Jarreau, Ella Fitzgerald e Dionne Warwick. Uma versão em francês, Les Eaux de Mars, foi interpretada pelo cantor Georges Moustaki e pela americana Stacey Kent. No filme "A Pior Pessoa do Mundo", da trilogia de Oslo, há versão do filme é interpretada pelo norte-americano Art Garfunkel.

### Versão anglófona
O compositor escreveu originalmente duas versões da letra, uma língua portuguesa e outra em língua inglesa, esta chamada de Waters of March, e que manteve a estrutura e a metáfora central do significado da letra. Para o inglês, ele tentou evitar palavras com raízes latinas, disso resultou que a versão anglófona acabou por ter versos a mais que a da língua materna. A letra em inglês conserva a característica de enumeração de elementos presente na portuguesa. Entretanto, algumas referências específicas à cultura brasileira, tais como festa da cumeeira e garrafa de cana, bem como da flora brasileira, a peroba do campo, e do folclore, Matita Pereira, foram omitidas. Além disso, a versão em língua inglesa também assume um ponto de vista específico, que se assemelha ao de um observador do hemisfério norte. Neste contexto, as águas mencionadas são as águas do degelo, e não as chuvas do fim de verão do hemisfério sul a que se refere o texto em português. A "promessa de vida" do texto em português virou  "promessa de primavera", referência mais relevante para a maior parte do mundo setentrional.

## Certificações e vendas
| Região                                                        | Certificação | Unidades/vendas |
| ------------------------------------------------------------- | ------------ | --------------- |
| Espanha (PROMUSICAE)                                          | Ouro         | - 30.000‡       |
| ‡vendas+valores de streaming baseados somente na certificação |              |                 |